# Лоу, Эвандер
Эвандер МакАйвор Лоу (англ. Evander McIvor Law, 7 августа 1836 — 31 октября 1920) — американский публицист, учитель и генерал армии Конфедерации во время Гражданской войны в Америке.

## Ранние годы
Лоу родился в Дарлингтоне, штат Южная Каролина. Его дед и два прадеда сражались в годы Американской революции под началом Френсиса Мариона. Он окончил Военную академию Южной Каролины в 1856 году и преподавал историю в Военной академии Кингс-Моунтен с 1858 по 1860 году. Затем переехал в Алабаму и основал Высшую Военную Школу в Тускеги.

## Гражданская война
Сразу после отделения Алабамы от Союза Лоу поступил в алабамское ополчение в звании капитана. В апреле 1861 году он перевёлся в Армию Конфедерации, в 4-й Алабамский пехотный полк, который набирался из учеников его школы. 4-й Алабамский также известен как «Алабамские зуавы». В первом сражении при Булл-Ран он сражался в бригаде Бернарда Би и был ранен в руку. Лоу выжил, но его левая рука более не действовала. Он вернулся в полк. 28 октября 1861 он был повышен до полковника, а в мае 1862 получил соединение, впоследствии известное как «Алабамская бригада». Бригада была частью Северовирджинской Армии и подчинялась генералу Лонгстриту. В июне бригада Лоу состояла из 4-х пехотных полков:
- 4-й Алабамский пехотный полк, подполковник Маклемор
- 2-й Миссисипский пехотный полк, полковник Уильям Фолкнер
- 11-й Миссисипский пехотный полк, полковник Филип Лидделл
- 6-й северокаролинский полк, подполковник Исаак Эвери

Лоу командовал алабамской бригадой во время Кампании на полуострове и в Семидневной битве. Единственный крупный успех той битвы, прорыв у Гейнс-Милл, был осуществлен силами двух бригад: техасской бригады Худа и бригады Лоу, которые смяли центр линии федеральных войск. Точно так же, в паре, они наступали в бою при Малверн-Хилл, но были отбиты. Во втором сражении при Булл-Ране генералу Лонгстриту удалось внезапным ударом сокрушить левый фланг армии федерального генерала Поупа. Этот удар проводится опять же, людьми Худа и Лоу. Несколько позже, в сражении на Энтитеме, бригада Лоу оказалась на самом кровавом участке поля боя — на кукурузном поле Миллера. В этом бою бригада понесла тяжелые потери, она потеряла 454 человека убитыми и ранеными. 3 октября 1862 года Лоу был повышен до бригадного генерала. Вслед за этим произошла Битва при Фредериксберге, в которой Лоу активно не участвовал.
В 1863 году Лоу вместе со всем корпусом Лонгстрита участвовал в осаде Саффолка, и поэтому не принимал участия в сражении при Чанселорсвилле. Тем не менее, к началу Геттисбергской кампании корпус вернулся в Северовирджинскую армию. На этот момент бригада Лоу насчитывала пять алабамских полков:
- 4-й Алабамский пехотный полк, подп. Лоуренс Скраггс
- 15-й Алабамский пехотный полк, полк. Уильям Оатс
- 44-й Алабамский пехотный полк, полк. Уильям Перри
- 47-й Алабамский пехотный полк,  подп. Майкл Балджер
- 48-й Алабамский пехотный полк, полк. Джеймс Шеффилд

В битве при Геттисберге бригада Лоу участвовала в неудачной атаке на высоту Литтл-Раунд-Топ 2 июля 1863. Когда был ранен Джон Худ, Лоу принял на себя командование дивизией. Некоторые историки приписывают ответственность за неудачу той атаки именно действиям Лоу в качестве командира дивизии. Гарри Пфанц писал, что Лоу «контролировал дивизию недостаточно активно и уверенно». Например, приняв командование дивизией, он не назначил командира своей бригаде, которая в итоге не знала, куда именно наступать. Командиры бригад Худа так и не получили от него никаких указаний. Уже после провала атаки Лоу поручил полковнику Джеймсу Шеффилду командовать своей бригадой.
3 июля его части находились на самом крайнем фланге армии Конфедерации и отбивали самоубийственную кавалерийскую атаку дивизии Килпатрика. Много лет спустя Лоу опубликовал свою версию событий 2 июля, «Битва за Литтл-Раунд-Топ» в книге «Сражения и вожди Гражданской войны».

## Тенесси
После Геттисберга корпус Лонгстрита был переведен на западный театр в Теннессийскую Армию Брэкстона Брэгга и участвовал в битве при Чикамоге. При Чикамоге Худ стал корпусным командиром при Лонгстрите, который возглавил «крыло» армии. Как старший бригадный командир Лоу снова стал командовать дивизией Худа. 20 сентября дивизия Худа под командованием Лоу прорвалась на позиции противника и захватила около 15-ти стволов федеральной артиллерии. В тот день Худ был вновь тяжело ранен и Лоу остался в роли командира дивизии. Несмотря на хорошую оценку Лонгстритом действий Лоу в предыдущих сражениях, между генералами начались некоторые трения. Причиной их стал Мика Дженкинс, фаворит Лонгстрита. Вышло так, что в разное время и в разных местах Лонгстрит обещал обоим (Лоу и Дженкинсу) должность командира дивизии Худа, если эта должность освободится. Лоу служил в этой дивизии с момента её формирования и успешно командовал ею при Геттисберге и Чикамоге. Дженкинс был новичком в дивизии и никогда не командовал ею, но он стал бригадным генералом раньше Лоу, поэтому когда бригада Дженкинса была придана дивизии Худа в сентябре 1863 вскоре после Чикамоги, Лоу был вынужден передать командование Дженкинсу. Дивизия Худа находилась в составе армии Брэгга во время осады Чаттануги. В конце октября 1863 была выведена из состава дивизии Худа и отправлена охранять Браунс-Ферри на реке Теннесси. Когда Лоу был в увольнении, посещая раненого Худа, Дженкинс наполовину ослабил оборону Броун-Фери, несмотря на донесения об активности противника и просьбы полковника Уильяма Оэйтса (командира 15-го алабамского полка) о подкреплениях.
24 октября 1863 федеральные отряды напали на Броунс-Ферри и разгромили его защитников. Чрез несколько дней федеральные силы — 11 и 12 корпуса Потомакской армии — появились на другом конце Долины Лукаут, в Ваухэтчи-Стейшн. Прибытие свежих федеральных корпусов и захват Броун-Ферри позволил Улиссу Гранту провести в Чаттанугу обоз с продовольствием.

## 1864—1865
6 мая 1864 года Лоу находился под арестом и пропустил сражение в Глуши, но его бригада утром участвовала в контратаке Лонгстрита на Оранж-Плэнк-Роуд. Так же бригада была задействована в сражении при Спотсильвейни, но Лоу принял командование только перед сражением при Колд-Харбор, где получил ранение, повредившее его левый глаз. Когда его бригада участвовала в обороне Питерсберга, Лоу был переведен в кавалерийский корпус Уэйда Хэмптона, расквартированный в Южной Каролине. Там его застал конец войны. Когда генерал-майор Мэтью Батлер был ранен в сражении при Бентонвилле, Лоу временно принял командование его дивизией.

## Послевоенная деятельность
После войны Лоу работал учителем, переехал в Северную Каролину в 1881, затем во Флориду в 1893. До 1903 он был профессором Северофлоридского военного института. До 1915 работал редактором газеты «Курьер информант» в Бартоу. Он умер в Бартоу и похоронен на кладбище Оакхилл.